# 索镇站
索镇站（法語：Gare de Sceaux），是法国的一个铁路车站，属于大区快铁B线B2支线。开通于1893年，位于上塞纳省索镇。属于第三收费区（法語：Zone 3），1977年12月9日大区快铁B线开始使用本站。